# Yuji Keigoshi
Yuji Keigoshi (født 17. september 1963) er en tidligere japansk fodboldspiller.
Han har spillet for flere forskellige klubber i sin karriere, herunder Gamba Osaka og Verdy Kawasaki.